# Sprung über die Emscher

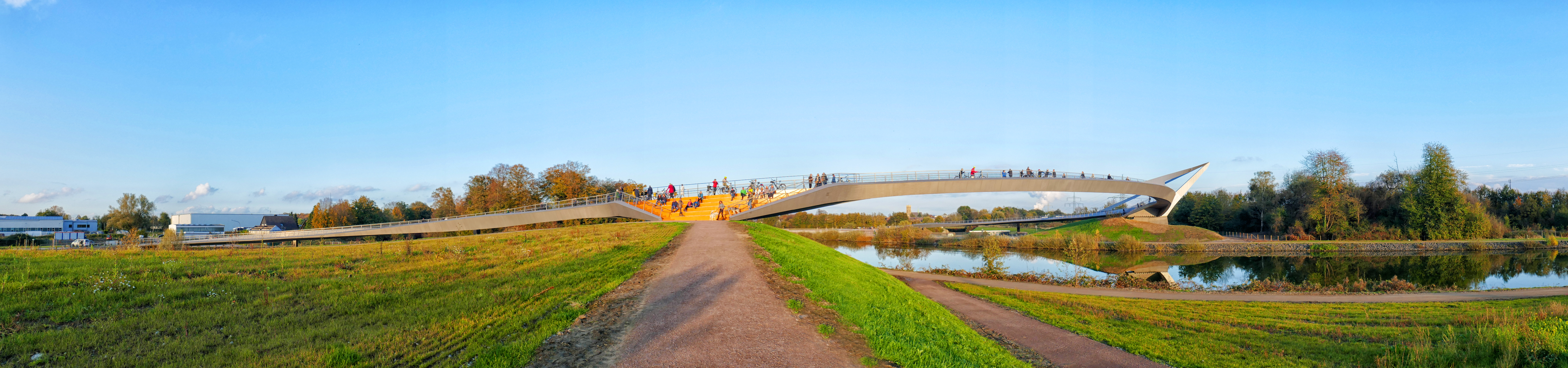
Sprung über die Emscher, September 2024

Sprung über die Emscher ist eine stählerne Zügelgurtbrücke über dem Emscher-Durchlass am Rhein-Herne-Kanal. Als neues Wahrzeichen und Landmarke im Norden des Ruhrgebiets überspannt sie in doppelter S-Form zweimal die Emscher und einmal den Kanal. Die Emschergenossenschaft als Bauherr hat damit für Fußgänger und Radfahrer einen Brückenschlag über den Kanal und die beidseitige Anbindung an den Emscherrandweg geschaffen.

## Lage und Wegeverlauf

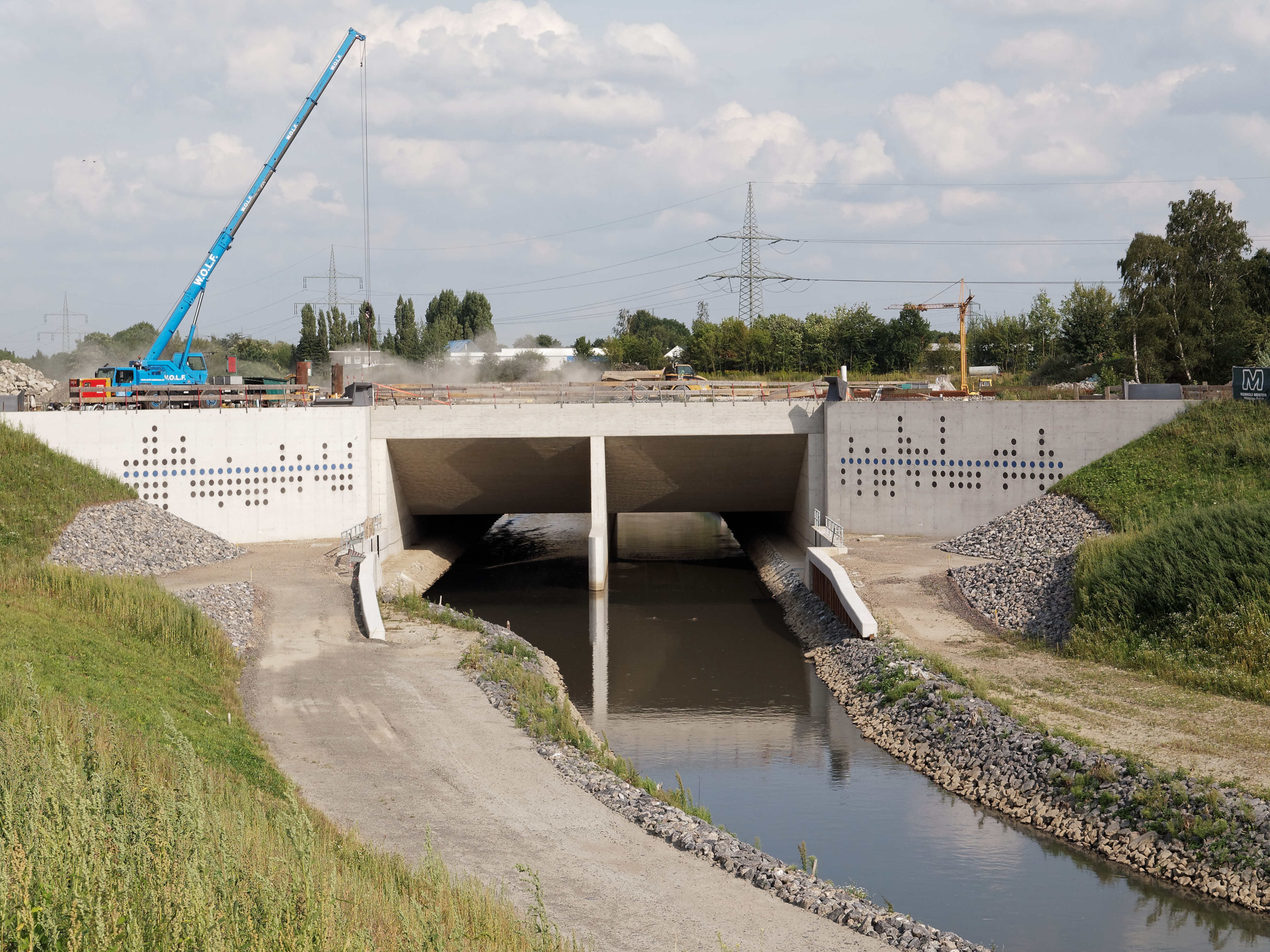
Emscherdurchlass 2012

Die Emscher fließt sieben Kilometer nördlich vom Stadtzentrum Castrop-Rauxel in Richtung Westen und unterquert in 16 Meter Tiefe den Rhein-Herne-Kanal. Die Planungen zum Bau der neuen Trogbrücke für den dritten Emscher-Durchlass beinhalteten keine Unterführung für den Randweg an der Emscher. Zur Herstellung einer Wegeverbindung hatte die Emschergenossenschaft im Rahmen des Emscherumbaus den Bau einer Brücke vorgesehen und dazu einen Architekten-Wettbewerb ausgeschrieben. Es sollte eine sichtbare Landmarke entstehen, die sich durch ihre bauliche und fachliche Qualität auszeichnet und die Vielfalt des bestehenden Stadt- / Umlandgefüges miteinander verbindet. Drei Entwürfe wurden prämiert, von denen der Vorschlag der Planungsgemeinschaft Schüßler-Plan, DKFS Architects und Smeets Landschaftsarchitekten zur Ausführung gelangte.
Danach wird der von Osten ankommende Randweg am Nordufer der Emscher im leichten Linksbogen auf die Brückenrampe geführt. Das erste Brückenfeld überquert die Emscher und erreicht danach im Rechtsbogen die Hauptstütze der Konstruktion auf der Ostseite des Rhein-Herne-Kanal. Ein schräg stehender elf Meter hoher Pylon trägt den folgenden weit gespannten Brückenbogen über dem Kanal. Hinter der Stütze am Westufer geht der Brückenträger in einem Linksbogen erneut über die Emscher und bringt den 2,5 m breiten Brückensteg zurück auf den Norduferrandweg. An beiden Hauptstützen am Ufer des Rhein-Herne-Kanal führen breite Treppenanlagen mit Sitzgelegenheiten hinunter zum Ufer und den geplanten Emscherterrassen. Die beiden Brückenfelder über die Emscher werden von jeweils zwei Stahlstützen getragen.
Rund 900 Tonnen Stahl stecken in der 412 Meter langen Brücke mit ihren sieben Feldern, von denen das längste Feld in der Mitte 108 Meter lang ist. Mit der neuen Wegeverbindung zwischen Castrop-Rauxel und Recklinghausen wird dem immer stärker werdenden Freizeitverkehr auf den regionalen Radwegen Rechnung getragen: künftig werden der Emscher-Park-Radweg und der Emscher-Weg den Sprung über die Emscher nutzen.

## Erlebnispark Emscherland

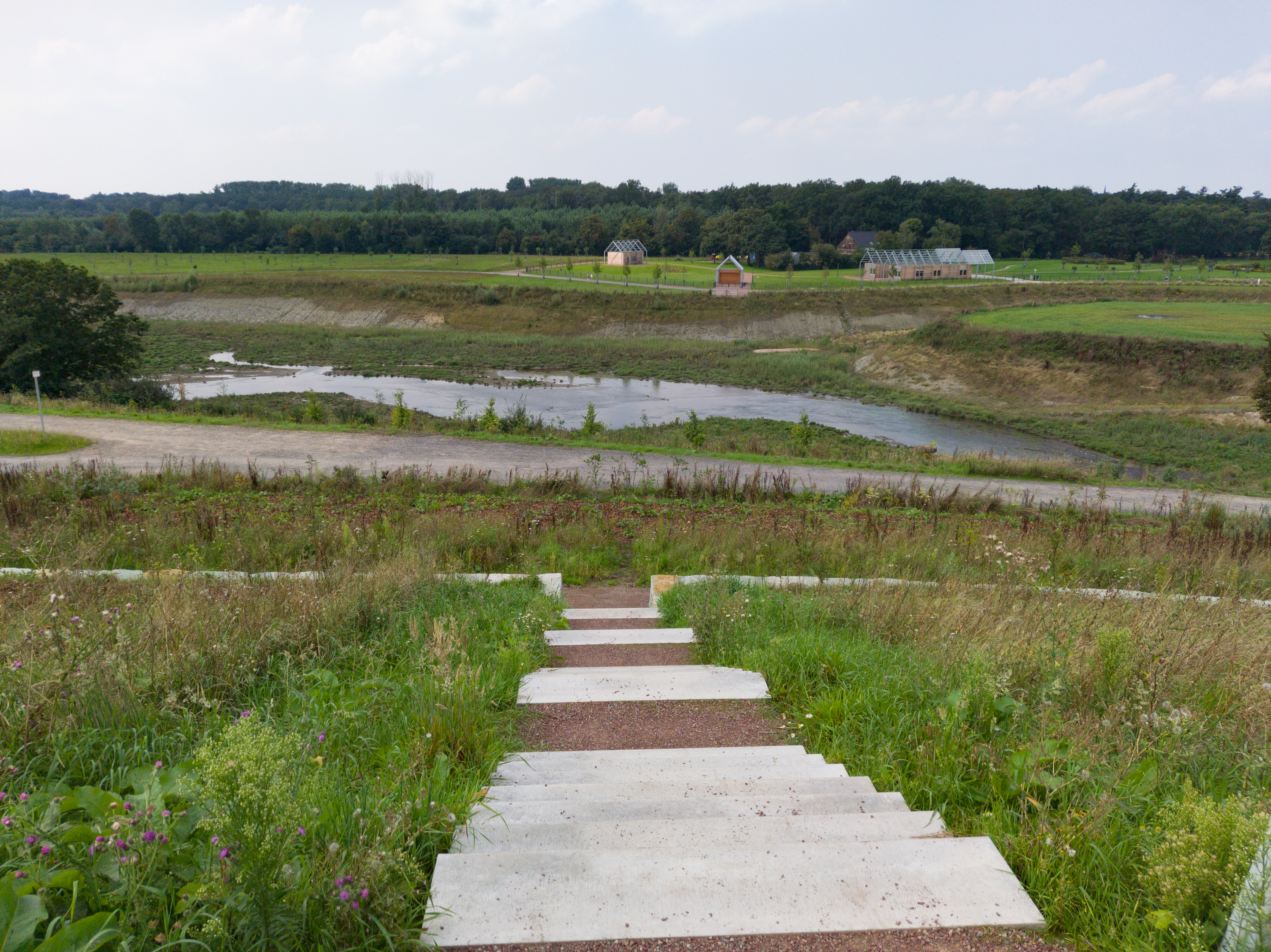
Blick von den Emscherterrassen auf die renaturierte Emscher

Am westlichen Ende der Brücke ist auf Recklinghausener Gebiet ein 30 Hektar großes Naherholungsgebiet mit Kinderspielplatz, Streuobstwiese, Bauerngärten und einem Imkerhaus entstanden. Im Zuge der Anlage wurde der verrohrte Suderwicher Bach wieder geöffnet. Auch die renaturierte Emscher mäandriert jetzt am Westufer des Kanals in Richtung Südwesten. Vom Erlebnispark führt eine neue Brücke über die Emscher auf die Emscherterrassen am Kanalufer, wo ein Weingarten entstehen soll.

## Bauausführung
Der Baubeginn des Projekts war im April 2021. Nach eineinhalb Jahren im Oktober 2022 musste der Rhein-Herne-Kanal für einen Tag gesperrt werden, damit ein Schwimmkran den großen 105 Tonnen schweren Mittelträger einheben konnte. In der Zwischenzeit erfolgten die Arbeiten zur Profilierung der Emscherterrassen und des Emscherparks, der im Mai 2023 mit einem Bürgerfest eingeweiht wurde. Die letzten Arbeiten erfolgen im Frühjahr 2024 mit dem Aufbringen des Fahrbahnbelags und dem Brückenanstrich. Die Eröffnung durch Klara Geywitz, Bundesministerin für Wohnen, Stadtentwicklung und Bauwesen, fand am 30. September 2024 statt.

## Kritik
Die Gesamtkosten für die Brücke und den Erlebnispark betrugen rund zehn Millionen Euro. Im Rahmen des Bundesprogramms „Nationale Projekte des Städtebaus“ konnten acht Millionen Euro Fördergeld in das Projekt einfließen. Ein derartiges Leuchtturmprojekt mit seinen enormen Kosten sei der wirtschaftlichen Lage der Region nicht angemessen.
Von Seiten der Anwohner wurde auch die geringe Breite des Stegs bemängelt, diese erschwere die gleichzeitige Nutzung durch Radfahrer und Fußgänger.